# Blue Savannah
Singles de Erasure
You Surround Me
(1989) Star
(1990)
Clip vidéo
[vidéo] « Blue Savannah », sur YouTube
Blue Savannah est une chanson du duo britannique Erasure extraite de leur quatrième album studio, intitulé Wild! et sorti (au Royaume-Uni) en octobre 1989.
À la fin de février 1990, quatre mois après la sortie de l'album, la chanson a été publiée en single. C'était le troisième single de cet album (après Drama! et You Surround Me).
Le single a débuté à la 12e place du classement des ventes de singles britannique dans la semaine du 4 au 10 mars 1990 et a atteint sa meilleure position à la 3e place deux semaines plus tard (dans la semaine du 18 au 24 mars).
Dans le cadre du Disquaire Day 2020, une réédition vinyle du single Blue Savannah est prévue. Cette édition comportera 8 pistes, dont quelques remixes rares ou inédits. Initialement prévu le 18 avril 2020, le Disquaire Day 2020 est finalement repoussé au 20 juin 2020, en raison des dispositions prises pour lutter contre la diffusion du Coronavirus.